# Poecilothomisus
Poecilothomisus là một chi nhện trong họ Thomisidae.